# Pim Kops
Pim Kops (1957) is een Nederlands muzikant. Hij speelde piano, hammondorgel, accordeon en gitaar in De Dijk  en het Avalanche Quartet.
Hij werkte ook mee aan albums van onder meer Solomon Burke, Ken Stringfellow, Carice van Houten, JB Meijers, Sarah Bowman, Chris Trummer, Bennie Jolink, Normaal en Dusty Stray, en trad op met onder meer Ho Orchestra, Nits, Dayna Kurtz, Boudewijn de Groot, Supersub en Skik.
Daarnaast is Pim Kops ook actief als fotograaf en tekenaar. Zijn tentoonstellingen van foto's van Amsterdam in 2014 en 2015 werden zeer goed ontvangen. Eind 2015 verscheen een fotoboek met deze stadsfoto's.